# Cynognathia
De Cynognathia zijn een groep uitgestorven synapsiden behorende tot de Cynodontia.
In 1986 benoemden James Allen Hopson en Herbert Richard Barghusen een klade Cynognathia binnen de Eucynodontia. Ze gaven geen definitie. Ten onrechte geven sommige bronnen Harry Govier Seeley als naamgever maar die benoemde in 1908 een superfamilie Cynognathoidea. 
In 2001 definieerden Hopson en James William Kitching de Cynognathia als de groep omvattende Exaeretodon en alle soorten nauwer verwant aan Exaeretodon dan aan Probainognathus.
Binnen het systeem van Hopson zijn de Cynognathia de zustergroep van de Probainognathia. De Cynognathia omvatten in dit systeem de plantenetende Gomphodontia. De bruikbaarheid van de definities is afhankelijk van de exacte positie van Exaeretodon en Cynognathus in de evolutionaire stamboom. Hun posities zijn weinig stabiel.
De oudste zekere cynognathiërs stammen uit het vroege Trias. De groep hield het minstens uit tot in het Carnien. De meest basale cynognathiër is wellicht Ecteninion. Problematisch daarbij is dat die vrij laat leefde en dat sommige analyses hem vinden als een lid van juist de Probainognathia.
Verschillende synapomorfieën, gedeelde nieuwe eigenschappen, zijn geopperd. De septomaxilla heeft een lange bijdrage aan de buitenste schedelwand. Het basisfenoïde van de onderste hersenpan heeft geen doorboringen voor de halsslagader. De hoektanden zijn gekarteld.

## Taxonomie
- Onderorde Cynodontia
  - Infraorde Eucynodontia
    - (geen rang) Cynognathia
      - Familie Cynognathidae
        - Cynognathus

      - (geen rang) Gomphodontia
        - Familie Diademodontidae
          - Diademodon
          - Titanogomphodon

        - (geen rang) Neogomphodontia
          - Familie Trirachodontidae
            - Onderfamilie Trirachodontinae
              - Langbergia
              - Trirachodon

            - Onderfamilie Sinognathinae
              - Beishanodon
              - Sinognathus
              - Cricodon

          - Familie Traversodontidae
            - Etjoia
            - Nanogomphodon
            - Scalenodon
            - Onderfamilie Traversodontinae
              - Traversodon
              - Luangwa

            - onbenoemde clade
              - Andescynodon
              - Pascualgnathus
              - Mandagomphodon
              - Onderfamilie Massetognathinae
                - Dadadon
                - Massetognathus
                - Santacruzodon

              - Onderfamilie Arctotraversodontinae
                - Arctotraversodon
                - Boreogomphodon
                - Plinthogomphodon
                - Habayia
                - Maubeugia
                - Microscalenodon
                - Mandagomphodon
                - Rosieria

              - Onderfamilie Gomphodontosuchinae
                - Gomphodontosuchus
                - Menadon
                - Protuberum
                - Ruberodon
                - Scalenodontoides
                - Exaeretodon
                - Siriusgnathus